# 知念輝夫
知念 輝夫（ちねん てるお、1941年7月8日 – 2015年9月9日） は、剛柔流空手の名手。彼は柔道館国際空手組織を設立し、師範をつとめた。空手段位は七段。
知念は1941年6月8日に兵庫県 神戸市で沖縄と日本を祖先として生まれた     。彼の父は日本海軍で活躍した沖縄の武道家で沖縄の様々な武器を訓練していた   。母親は本土人で、祖父はフルタイム手 (沖縄武術)指導者で  曾祖父は 山根流古武道の学校のマスターのラインに属した  

## 人物概要
知念の父親は沖縄人であったが本土のやり方を採用し、これには子供に適用された命名規則からみられる 1997年のインタビューで、彼は父親について次のように語っています「その結果、兄弟と私は全員、アキラ、ヒロカズ、テルオ、トシオという日本人の名前を付けられた。中国人の名前、マサの線はもうない！」
知念の父親は、1944年に乗船していた船の船長が連合軍に降伏するのではなく沈没することを決め、そのときに亡くなっている。 彼が5歳のときに家族（現在は母親と数人の兄弟で構成されている）はしばらくして首里に戻り、その後、叔父が警官として働いていた那覇に定住    。彼の母親はUSAF空軍基地で仕事を見つける。 那覇にある知念の家は、宮城中順の道場から道を3丁下ったところにあり、家族の歴史には家の空手のスタイルがあるにもかかわらず、宮城流のスタイルで修行を始めた。
知念は、1954年に宮城長順の上級生の1人である宮里栄一 （ 1922〜1999 ）の元で、剛柔流空手でのトレーニングを開始した。 約6年のトレーニングの後、知念は黒帯の地位に昇進した。
1959年に、知念は友人の空手家で沖縄から上京し「代々木道場」として知られる道場を開いていた東恩納盛男から知念は、東恩納空手の技術的側面の教えを評価した。1969年、知念はワシントンのスポケーンにあるスポケーン空手道スクールのテクニカルアドバイザーとしてアメリカ合衆国に旅行した   。代々木道場をスポケーンに向けて出発する前に、宮里は知念を四段に昇格させた。3か月の訪問として当初計画されていたものは、彼がスポケーンに定住するようになり、それが彼の空手組織の運営の拠点となった      。
1973年から1979年まで、知念はヨーロッパと南アフリカを旅し、空手を教えた   。1979年から1986年までは、比嘉恩納率いる国際沖縄剛柔流空手道連盟 （IOGKF）の技術顧問を務めた。  1987年、知念は自身の空手組織Jundokan International を設立、もはやIOGKFとは無関係であった。  翻訳者として「沖縄空手クラシカルカタ （1987）」の本の作成を手伝った。  1987年、バンクーバーでカタを教えた。  1988年頃、宮里は知念を七段に昇段させた。
1995年、知念は診断されていない糖尿病で病気になるが、それでもヨーロッパと北米を横断して空手を教え、ジュンドカンインターナショナルを率い続けた。  彼は1997年にアメリカの空手の将来について話し、「次世代が技術的に向上するだけでなく、彼らの知識を共有する方法を知っていることを願っています。 人々は伝統を継承し、失うことはありません。 中国や沖縄では昔、密室で教えていました。 メディアのおかげで、空手道はもはや秘密ではありません。 今ではもっと多く共有できます。」
知念は彼の空手キャリアの間に多くのユニークで非常に効果的なトレーニング方法を開発して教えた。 これらの生涯にわたる教えの間、知念は「初心者の心」という禅の概念を維持すること、執拗なトレーニング、強い身体状態の維持、沖縄の剛柔流空手の中国のルーツを思い出すことの重要性を絶えず強調した。弟子に強調した重要な点の1つは、「確固たる拳ですが、思いやりのある心」で生きることである。